# Acidosasa notata
Acidosasa notata är en gräsart som först beskrevs av Zheng Ping Wang och Guang Han Ye, och fick sitt nu gällande namn av S.S.You. Acidosasa notata ingår i släktet Acidosasa och familjen gräs. Inga underarter finns listade i Catalogue of Life.